# Otto I van Brunswijk-Lüneburg
Otto I van Brunswijk-Lüneburg bijgenaamd de Lamme (overleden in 1446) was van 1434 tot aan zijn dood hertog van Brunswijk-Lüneburg. Hij behoorde tot het huis Welfen.

## Levensloop
Otto was de oudste zoon van hertog Bernhard I van Brunswijk-Lüneburg en diens echtgenote Margaretha, dochter van hertog Wenceslaus van Saksen-Wittenberg.
Na de dood van zijn vader in 1434 werd Otto samen met zijn jongere broer Frederik II hertog van Brunswijk-Lüneburg. Toen Otto in 1446 zonder mannelijke nakomelingen stierf, bleef Frederik II als enige hertog van Brunswijk-Lüneburg over.
Het bewind van Otto werd gekenmerkt door de grote bouwwerken aan het kasteel van Celle en door verschillende hervormingen die de situatie van de boeren tegenover hun landheren verbeterde.

## Huwelijk en nakomelingen
Otto huwde in 1425 met Elisabeth van Eberstein (1415-1468). Uit dit huwelijk werd een dochter geboren.

## Voorouders
| Voorouders van Otto I van Brunswijk-Lüneburg | Voorouders van Otto I van Brunswijk-Lüneburg                                          | Voorouders van Otto I van Brunswijk-Lüneburg                                          | Voorouders van Otto I van Brunswijk-Lüneburg                                          | Voorouders van Otto I van Brunswijk-Lüneburg                                          | Voorouders van Otto I van Brunswijk-Lüneburg                                          | Voorouders van Otto I van Brunswijk-Lüneburg                                          | Voorouders van Otto I van Brunswijk-Lüneburg                                          | Voorouders van Otto I van Brunswijk-Lüneburg                                          |
| -------------------------------------------- | ------------------------------------------------------------------------------------- | ------------------------------------------------------------------------------------- | ------------------------------------------------------------------------------------- | ------------------------------------------------------------------------------------- | ------------------------------------------------------------------------------------- | ------------------------------------------------------------------------------------- | ------------------------------------------------------------------------------------- | ------------------------------------------------------------------------------------- |
| Overgrootouders                              | Magnus I van Brunswijk (1304-1369) ∞ Sophia van Brandenburg (1300-1356)               | Magnus I van Brunswijk (1304-1369) ∞ Sophia van Brandenburg (1300-1356)               | Bernhard III van Anhalt (-1348) ∞ Agnes van Saksen-Wittenberg (-1338))                | Bernhard III van Anhalt (-1348) ∞ Agnes van Saksen-Wittenberg (-1338))                | Rudolf I van Saksen (1284-1356) ∞ Agnes van Lindau (-1343)                            | Rudolf I van Saksen (1284-1356) ∞ Agnes van Lindau (-1343)                            | Francesco I da Carrara (1325-1393) ∞ Fina Buzzaccarini (-)                            | Francesco I da Carrara (1325-1393) ∞ Fina Buzzaccarini (-)                            |
| Grootouders                                  | Magnus II van Brunswijk (1328-1373) ∞ Catharina van Anhalt-Bernberg (1330-1390)       | Magnus II van Brunswijk (1328-1373) ∞ Catharina van Anhalt-Bernberg (1330-1390)       | Magnus II van Brunswijk (1328-1373) ∞ Catharina van Anhalt-Bernberg (1330-1390)       | Magnus II van Brunswijk (1328-1373) ∞ Catharina van Anhalt-Bernberg (1330-1390)       | Wenceslaus van Saksen (1284-1356) ∞ Cecilia van Carrara (-1343)                       | Wenceslaus van Saksen (1284-1356) ∞ Cecilia van Carrara (-1343)                       | Wenceslaus van Saksen (1284-1356) ∞ Cecilia van Carrara (-1343)                       | Wenceslaus van Saksen (1284-1356) ∞ Cecilia van Carrara (-1343)                       |
| Ouders                                       | Bernhard I van Brunswijk-Lüneburg (1358-1434) ∞ Margaretha van Saksen (-1429) (-1429) | Bernhard I van Brunswijk-Lüneburg (1358-1434) ∞ Margaretha van Saksen (-1429) (-1429) | Bernhard I van Brunswijk-Lüneburg (1358-1434) ∞ Margaretha van Saksen (-1429) (-1429) | Bernhard I van Brunswijk-Lüneburg (1358-1434) ∞ Margaretha van Saksen (-1429) (-1429) | Bernhard I van Brunswijk-Lüneburg (1358-1434) ∞ Margaretha van Saksen (-1429) (-1429) | Bernhard I van Brunswijk-Lüneburg (1358-1434) ∞ Margaretha van Saksen (-1429) (-1429) | Bernhard I van Brunswijk-Lüneburg (1358-1434) ∞ Margaretha van Saksen (-1429) (-1429) | Bernhard I van Brunswijk-Lüneburg (1358-1434) ∞ Margaretha van Saksen (-1429) (-1429) |
| Otto I van Brunswijk-Lüneburg (1418-1446)    |                                                                                       |                                                                                       |                                                                                       |                                                                                       |                                                                                       |                                                                                       |                                                                                       |                                                                                       |